# Trapper (film)
 Denne artikel omhandler filmen af samme navn. For fugle-ordnen "Otidiformes", se Trapper (fugle).
Trapper er en dansk kortfilm fra 2000 instrueret af Nønne Katrine Rosenring.

## Handling
Den aldrende Christian er på en helt almindelig udflugt til Danmarks Akvarium for at fejre sin fødselsdag sammen med en assistent fra plejehjemmet. Den grå og kedsommelige vintermorgen udvikler sig umærkeligt til en sælsom og sansende rejse i tid og sted. Fra oprindelse til fremtid. Christian stilles overfor en sidste afgørende prøve for at kunne træde ind i den næste dimension, hvor han er ventet med længsel af sine kære.

## Medvirkende
- Otte Svendsen
- Lotte Bergstrøm
- Morten Lorentzen
- Annalis Rosa Frederiksen
- Matthew Lewis